# Verkiezingen voor het Europees Parlement 2004/Kandidatenlijst/GroenLinks
De kandidatenlijst voor de Europese Parlementsverkiezingen 2004 van GroenLinks werd op een partijcongres op 14 februari 2004 door de aanwezige partijleden vastgesteld. Achter verkozen kandidaten staat een *.

## De lijst
1. Kathalijne Buitenweg *
2. Joost Lagendijk *
3. Alexander de Roo
4. Ingrid Visseren-Hamakers
5. Dogan Gök
6. Bas Eickhout
7. Jolanda Terpstra
8. Marije Cornelissen
9. Richard Wouters
10. Karin Verbaken
11. Hein Verkerk
12. Stefanie de Niet
13. Sabina Voogd
14. Arnoud Boer
15. Hugo van Valkenburg
16. Jaap van den Bergh
17. Titia van Leeuwen